# 분큐 유럽 파견 사절

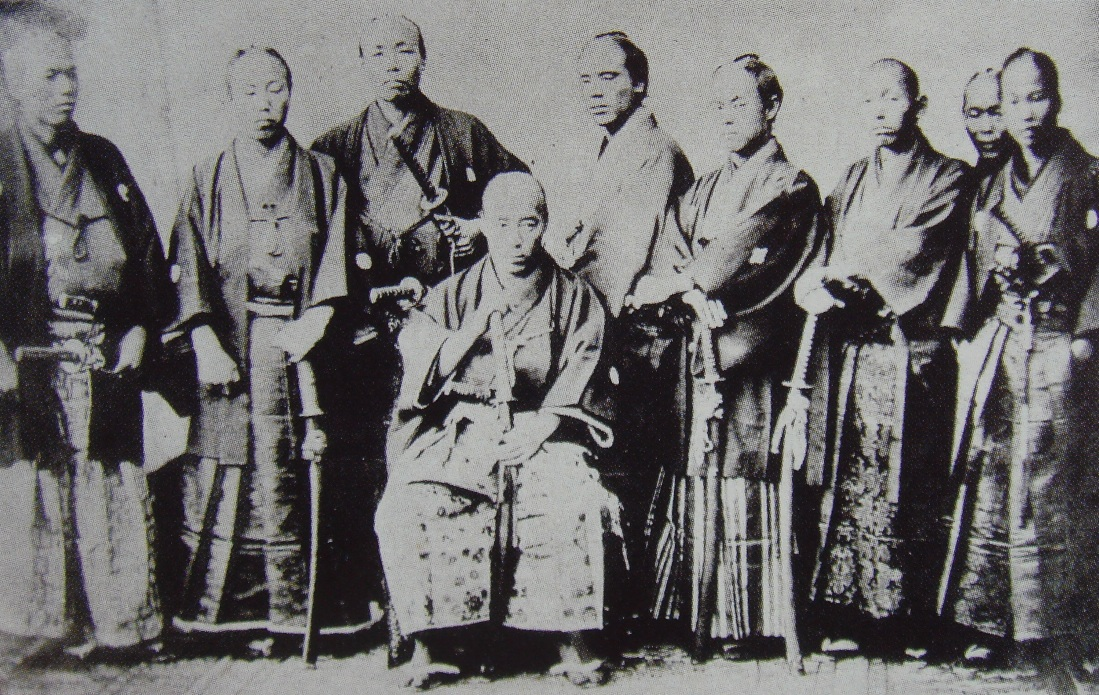
1862년 유럽 파견 사절, 착석한 이가 시바타 사다타로 사절단장

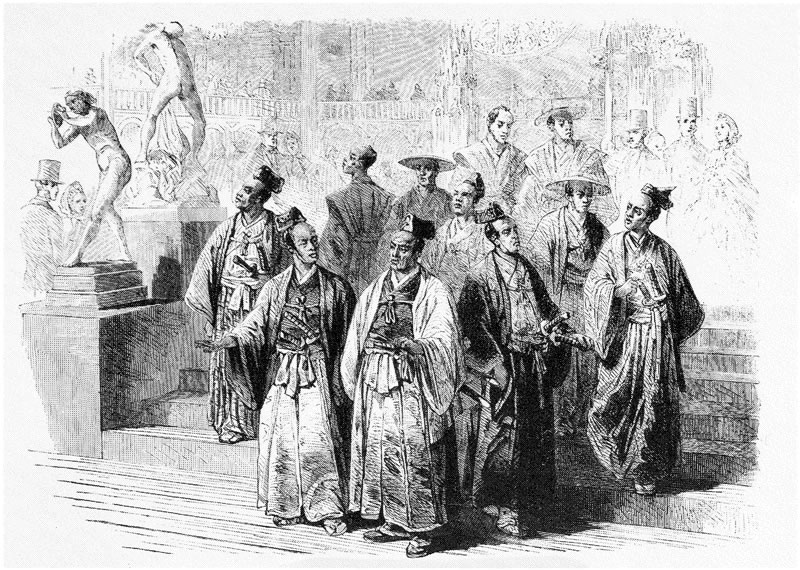
1862년 런던 만국박람회의 일본 사절단, 일러스트레이티드 런던 뉴스

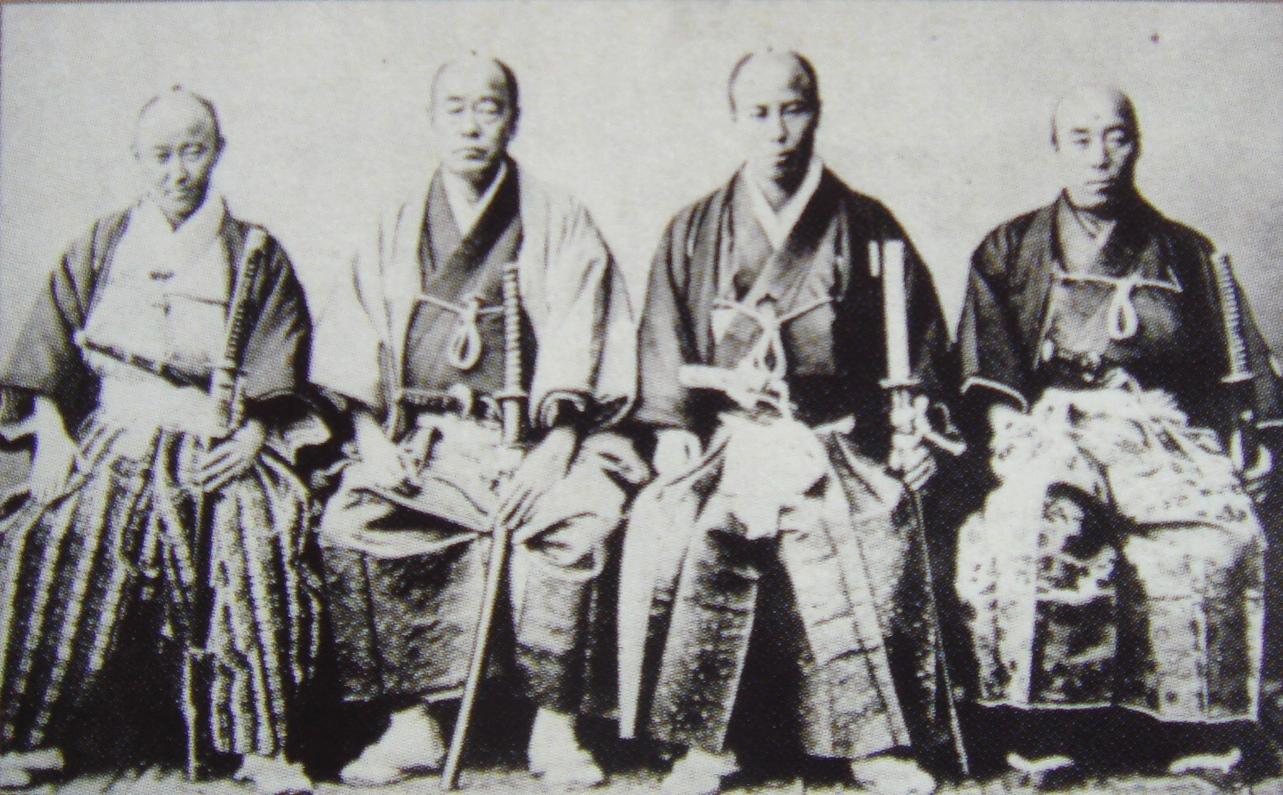
사절단 간부들, 왼쪽부터 마쓰다이라 야스히데(부사), 다케우치 야스노리(정사), 교고쿠 다카아키 (감독관), 시바타 다케나카(조두)

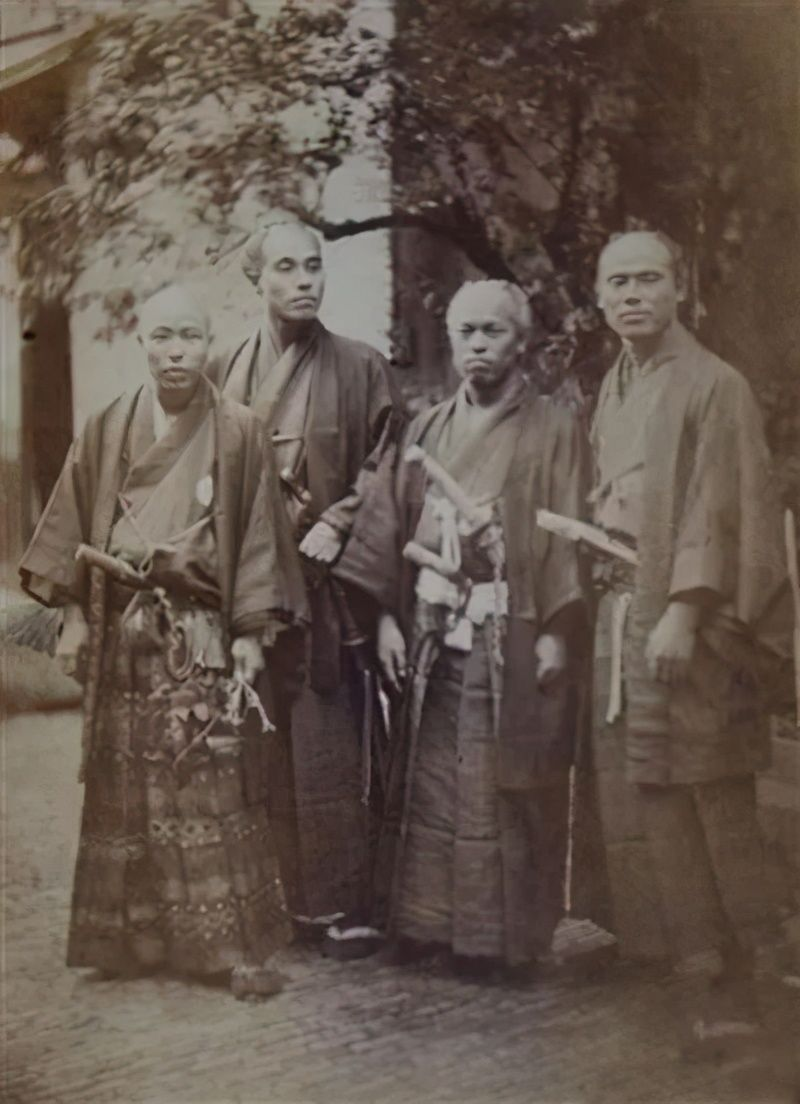
왼쪽에서 두 번째가 후쿠자와 유키치

분큐 유럽 파견 사절(文久遣欧使節) 또는 제1회 유럽 파견 사절(第1回遣欧使節)은 에도 막부가 1862년 분큐 원년 유럽에 파견한 사절단이다. 막부는 1858년 네덜란드, 프랑스, 영국, 프러시아, 포르투갈과 맺은 수호통상조약에서 니가타, 효고 두 항구와 에도, 오사카 두 도시의 개항과 개발을 하기로 합의했다. 그러나 국내의 사정으로 이 시기를 연기하고, 러시아와 사할린 국경을 획정하는 협상을 할 필요가 생겼다. 그리하여 정사로 다케우치 야스노리(竹内保徳)를, 부사로 마쓰다이라 야스히데(松平康英)를, 감독관으로 교고쿠 다카아키(京極高朗)를 임명하였다. 이 밖에 시바타 다케나카(柴田剛中, 組頭), 후쿠치 게이치로(福地源一郎), 후쿠자와 유키치, 데라지마 무네노리(寺島宗則) 등이 일행에 합류하여 총 36명이 되었고, 이후에 통역관(네덜란드어, 영어)으로 모리야마 에이노스케(森山栄之助)와 후치베 도쿠조(渕辺徳蔵)가 더해져 38명이 되었다.

## 개요
1854년 만엔 원년 미국 파견 사절을 본 러더퍼드 올콕 주일 영국 공사와 구스타브 뒤센느 벨쿠르 주일 프랑스 공사의 막부와 본국 정부에 대한 기획이 맞아떨어져 실현되었다. 러더퍼드 올콕은 당초 개항 연기 협상에 대해서는 반대의 입장을 취하고 있었지만, 막부의 속사정을 알게 되면서 이를 지원하게 되었다. 또한 자신의 휴가 귀국을 일행의 일정과 맞추어 협상을 지원하기로 했다.
분큐 원년 1862년 1월 21일 일행은 영국 해군의 증기 프리깃 오딘 호(HMS Odin)를 타고 유럽을 향해 시나가와 항을 출발했다. 나가사키, 영국령 홍콩, 영국령 싱가폴, 영국령 실론, 영국령 예멘을 거쳐 이집트 수에즈에 상륙하여 철도편으로 카이로에서 알렉산드리아로 나와 배를 타고 지중해를 건너, 영국령 몰타를 거쳐, 4월 3일 마르세유로 들어갔다.
4월 7일 파리에 도착하여, 프랑스와 교섭을 했지만 개항 연기 동의는 얻지 못했다. 그 후, 칼레에서 영국 해협을 횡단하여, 분큐 2년 1862년 4월 30일, 영국 런던에 도착했다. 여기에 일본의 속사정을 알고 러더퍼드 올콕이 휴가로 귀국할 때까지 기다렸다가 올콕의 협력을 얻어, 같은 해 6월 6일 양이의 열기가 고조되는 일본 국내 사정을 감안하여, 효고, 니가타, 에도, 오사카의 개항, 개방 시기를 1868년 1월 1일까지 5년 연기한다는 내용으로 〈런던 각서〉(London Protocol)가 체결되었다.
이후 네덜란드(6월 13일), 프로이센 베를린(7월 18일), 타국과도 같은 내용의 각서를 체결했다.
그 후 8월 8일 러시아 제국 상트페테르부르크에 들어간다. 그러나 사할린 국경 획정에 관한 러시아와의 협상은 합의에 이르지 못했다.
귀로는 카우나스, 프로이센 왕국, 프랑스 제국(파리 각서 체결)을 거쳐 10월 9일 포르투갈을 방문했다. 귀로는 영국령 지브롤터를 통해 출국과 비슷한 행로를 따라 분큐 2년 1863년 1월 30일, 약 1년간의 여행을 마치고 귀국했다.
런던에는 1862년 만국 박람회에 맞춰 머물렀다. 런던 만국 박람회의 일본 코너에는 러더퍼드 올콕이 수집한 물건이 전시되어 있었다. 또한, 5년 후 파리 만국 박람회에는 막부와 사쓰마번이 각각 참여하게 된다. 일행은 런던 체류 중 산업 혁명을 경험하고, 영국 철도와 국회의사당, 버킹엄 궁전, 대영박물관 등을 방문했다.
유럽 체류하는 동안 일행의 모습은 나다르 의해 사진에 담겨졌다.

## 같이 보기
- 만엔 원년 미국 파견 사절
- 요코하마 쇄항 담판 사절단 (제2차 유럽 파견 사절)

## 참고자료
- Shin Jinbutsu Ōrai-sha, eds.: Ikokujin no Mita Bakumatsu–Meiji Japan, Aizō-ban (異国人の見た幕末・明治JAPAN 愛蔵版: Bakumatsu and Meiji Japan in the Eyes of Foreigners, Enthusiasts’ Edition). Tokyo, 2005. ISBN 4-404-03252-8 (ISBN ), ISBN 978-4-404-03252-2 (ISBN ) (일본어)
- Medzini, Meron French Policy in Japan Harvard University Press 1971, ISBN 0-674-32230-4